# Rhinoclemmys rubida
Rhinoclemmys rubida là một loài rùa trong họ Emydidae. Loài này được Cope mô tả khoa học đầu tiên năm 1870.